# Galka Scheyer
Galka Scheyer (Braunschweig, 15 aprile 1889 – Los Angeles, 13 dicembre 1945) è stata una pittrice tedesca.

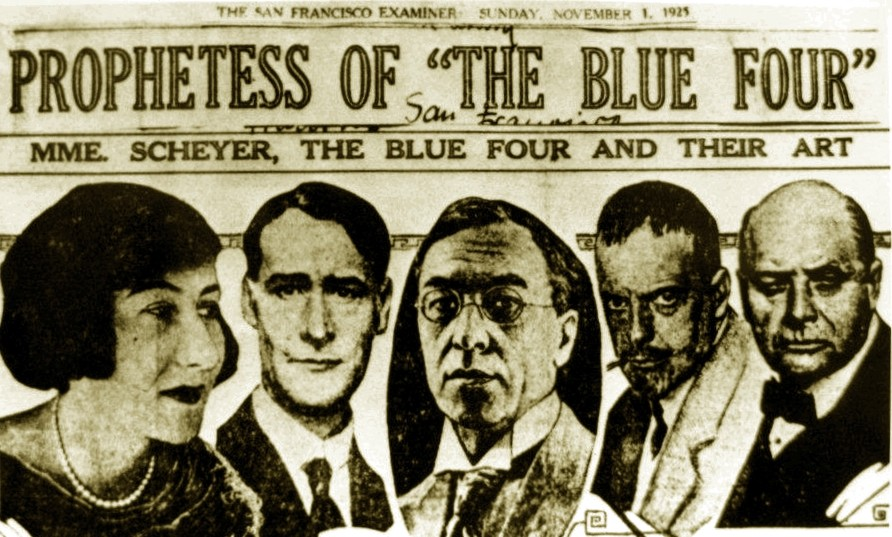
Collage apparso sul "San Francisco Examiner" il 1º novembre 1925. Ritrae (da sinistra) Galka Scheyer, Lyonel Feininger, Wassily Kandinsky, Paul Klee e Alexej Jawlensky.

Ha fondato il gruppo Die blaue Vier composto da Lyonel Feininger, Vasilij Kandinskij, Paul Klee ed Alexej Jawlensky.

## Biografia
Nata da una famiglia borghese ebrea, Galka Emmy Scheyer studia arte e letteratura inglese a Londra, prendendo lezioni di pittura da Gustav Lehmann, un artista di Braunschweig, sua città natale. Viaggia in Italia e vive per alcuni anni a Parigi, studiando all'École nationale supérieure des beaux-arts. 
Dal 1916 lavora come pittrice a Bruxelles.

## Il gruppoDie blaue Vier
L'impegno di Galka Scheyer all'interno del gruppo Die blaue Vier inizia nel 1915, dopo aver visto il lavoro dell'artista russo Jawlensky a Losanna, in Svizzera. Nel 1921 prende parte ad uno spettacolo di gruppo a Wiesbaden, nello stesso anno durante un viaggio in Germania, Jawlensky la presenta a Feininger, Kandinskij e Klee, che all'epoca insegnavano alla nota scuola avant-garde del movimento Bauhaus. 
Nel 1924, dovendo partire per gli Stati Uniti, le verrà chiesto di rappresentare il gruppo negli Stati Uniti. In questa veste organizza la prima mostra americana nella Charles Daniel Gallery, nel 1925. L'anno successivo viaggerà per la west coast organizzando varie mostre e presentazioni del gruppo.